# Медаль «75 лет независимости Индии»
Медаль «75 лет независимости Индии» (англ. 75th Independence Anniversary Medall) — военная государственная награда Индии. Медаль учреждена в ознаменование 75-летия независимости Республики Индия.

## История
15 августа 2022 года Президент Индии Драупади Мурму подписала указ об учреждении медали в ознаменование 75-летия независимости Индии. Изготовление медали должно было оплачиваться из бюджетов штатов и союзных территорий. Стоимость одной медали составляла около 96 INR за медаль.

## Критерии награждения
Медалью «75 лет независимости Индии» награждались военнослужащие всех званий армии, военно-морских и военно-воздушных сил, а также других резервных войск, территориальной армии и других вооруженных сил Союза. Также награждались все чины Центрального пожарного корпуса (CAPF), Пожарной службы, персонала Центральной полицейской организации, Сил охраны железных дорог, полицейских сил и любых других организаций, которые были определены правительством.
Президент Индии имела право аннулировать награждение медалью.

## Описание медали
Медаль изготавливалась из медно-никелевого сплава диаметром 35 мм. На аверсе был изображён герб Индии с тиснением и девизом. На реверсе было помещено изображение ордена Ашока Чакра, а по краю шла надпись англ. «75th Anniversary of Independence 1947-2022».
С помощью обычной планки медаль крепилась к шёлковой ленте стального серого цвета шириной 32 мм. В центре располагались три полосы цвета национального флага: шафрановый, белый, зелёный по 4 мм каждая.
Медаль должна носиться на левой стороне груди.
Награждённые могли носить миниатюрную копию медали из медно-никелевого сплава, которая в два раза меньше оригинала.